# Vetustovermis planus
Vetustovermis planus ("antico verme appiattito" in latino) fu un enigmatico animale vissuto nel Cambriano inferiore e medio (520 – 505 milioni di anni fa). I suoi resti sono stati scoperti per la prima volta in Australia meridionale, ma in seguito sono stati rinvenuti anche nel giacimento di Maotianshan (Cina).

## Descrizione
I fossili mostrano un organismo vermiforme, di lunghezza compresa tra 1,5 e 10 centimetri (in media 5-6 centimetri). La regione del tronco era ovoidale e possedeva una cinquantina di segmenti laterali e flessibili; queste strutture non trovano alcun riscontro con nessun organismo noto. Il vetustoverme possedeva anche una sorta di grande “piede” muscoloso, mentre la testa era dotata di due occhi posti su peduncoli e un paio di tentacoli allungati. La parte superiore del corpo, interpretata come un mantello, era ricoperta da una serie sparsa di spine lungo il dorso, mentre le branchie erano direzionate verso il basso. L'intestino era a forma di tubo e percorreva l'intero corpo dell'animale.

## Possibili affinità
Vetustovermis venne descritto originariamente come un anellide; in seguito, ulteriori studi portarono alla conclusione che questo animale fosse un artropode. I ritrovamenti avvenuti in Cina, però, gettano dubbi riguardo a questa assegnazione. Alcune caratteristiche dell'organismo farebbero supporre una parentela con i molluschi e precisamente col gruppo dei cefalopodi nectocaridi, ma gli stessi caratteri vengono riscontrati negli odierni platelminti, nemertini e anellidi. La classificazione del Vetustovermis rimane pertanto incerta; questo animale potrebbe non appartenere ad alcun phylum conosciuto.